# Flanagan
Flanagan – wieś w Stanach Zjednoczonych, w stanie Illinois, w hrabstwie Livingston.